# Comuna Hrîhorivske, Voznesensk
Hrîhorivske (în ucraineană Григорівське) este o comună în raionul Voznesensk, regiunea Mîkolaiiv, Ucraina, formată din satele Hrîhorivske (reședința) și Vasîlivka.

## Demografie
Componența lingvistică a comunei Hrîhorivske
     Ucraineană (92,28%)
     Română (4,56%)
     Rusă (1,52%)
     Alte limbi (0,59%)
Conform recensământului din 2001, majoritatea populației comunei Hrîhorivske era vorbitoare de ucraineană (92,28%), existând în minoritate și vorbitori de română (4,56%) și rusă (1,52%).